# Vampiri nel folclore mediorientale
Il vampiro nel folclore mediorientale è considerato il principale punto di transito e scambio tra i miti d'Occidente e quelli d'Oriente, si trovano diverse tradizioni di mitologia vampirica.

## Storia
Ne Le mille e una notte, ad esempio, troviamo molti racconti in cui mostri, demoni e altre terribili creature infestano i cimiteri e presidiano le strade deserte, assaltando i viandanti solitari per berne il sangue. Tutti questi mostri sono di fatto riconducibili alla categoria dei jinn, cui appartengono anche i dèmoni (shayāṭīn).
Nella Penisola araba, in Turchia, ma anche in Persia, era molto diffusa la paura della gūla, un vero e proprio ghul, piuttosto che un vampiro. È infatti un demone femmina, in grado di volare e che predilige i cimiteri come luogo d'azione: spirito puro, piuttosto che succhiare il sangue delle sue vittime, preferisce spogliarle della loro vita. È interessante notare come le popolazioni islamiche legassero il senso del sangue non solo all'essenza vitale, ma all'anima stessa e abbiano modificato il mito del vampiro che strappa l'anima, e non solo la vita, attraverso il furto del fluido sanguigno.